# М (кириллица)
М, м (название: эм) — буква всех славянских кириллических алфавитов (13-я в болгарском, 14-я в русском и белорусском, 15-я в сербском, 16-я в македонском и 17-я в украинском и русинском); используется также в алфавитах некоторых неславянских языков. В старо- и церковнославянской азбуках называется «мысле́те», что первоначально означало «думайте» (в современном церковнославянском языке название буквы уже не совпадает с формой глагола мы́слити).  
В кириллице является 14-й по счёту, выглядит как  и имеет числовое значение 40; в глаголице по счёту 15-я, выглядит как  и имеет числовое значение 60. Современное название «эм» впервые отмечается в «Азбуке церковной и гражданской» А. А. Барсова 1768 года.

## Происхождение
Происхождение кириллической буквы — греческая мю (Μ, μ); глаголическую возводят туда же, но чаще не напрямую, а через посредство коптской письменности.  
Считается, что происхождение буквы М восходит к египетскому иероглифу со значением «вода», который заимствовали финикийцы. В египетском языке это слово начиналось со звука [n], поэтому изначально этот иероглиф обозначал носовой звук; затем он стал использоваться для обозначения финикийского слова «вода», звучавшего как mem. Этот символ, в значительной степени видоизменённый, был также включён во многие семитские алфавиты; финикийское письмо, а также произошедшее от него греческое сохранили начертание этого знака в виде волны.

## Название
В старо- и церковнославянской азбуках буква М называется мысле́те, то есть «думайте, мыслите; постигайте разумом»; однако, в словарях Даля и Ожегова слово мыслете отмечено как несклоняемое имя существительное, не имеющее связи с глагольным значением.

## Произношение
Буква М обозначает твёрдый или мягкий губной носовой сонорный согласный звук [m]. В русском языке смягчение обозначают буквы ь, е, ё, и, я: семь, меч, мёд, мир, мять; в заимствованиях также ю: мюсли, мюрид.

## Начертание

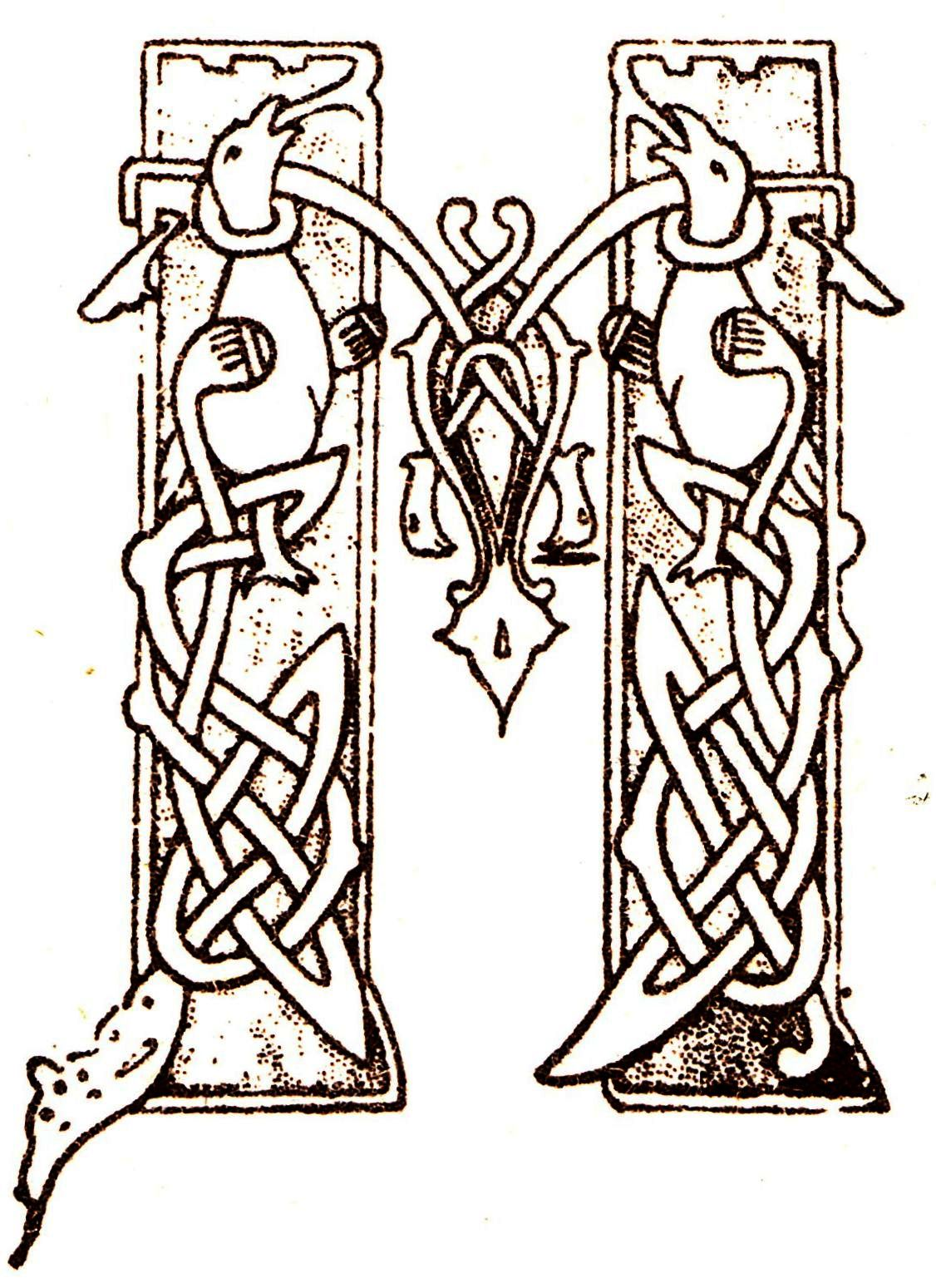
М — заставка в книге «Три века» 1912 года

Если не считать закругления углов или удлинения ножек, эта буква всегда выглядела одинаково почти во всех алфавитах, куда попала. Сильнее всего буква М изменилась в готических начертаниях, там её образ легко сливается с другими буквами. Пришедшие же из Древнего Рима шрифты (например, унциал) сохранили образ, очень похожий на современный. Греческая мю сохранила древнюю, взятую ещё от финикийцев идущую длинную линию у одной из ножек в начале буквы. Из греческого алфавита буква мю перешла в коптскую азбуку и соседствовала там со знаками, вышедшими из древнеегипетских иероглифов, записанных скорописью (демотическое письмо), под влиянием которых, вероятно, буква приобрела в древнекоптском алфавите специфическое начертание с колечками. 
Со времён создания гражданского шрифта прописная буква рисуется тождественно латинской и греческой, а строчная является её уменьшенной копией. В церковнославянских шрифтах форма буквы обычно также не слишком отличалась от нынешней (разве что середина вместо V-образного вида могла быть U-образной или т-образной). 

## Употребление
- Строчная м — условное обозначение метра (единицы измерения длины и расстояния в системе СИ).
- Сокращение м применяется также как указание на мужской пол или род (часто с точкой).
- М — сокращение от метрополитен.
- М-теория.
- МММ.

## Таблица кодов
| Кодировка    | Регистр   | Десятич- ный код | 16-рич- ный код | Восьмерич- ный код | Двоичный код      |
| ------------ | --------- | ---------------- | --------------- | ------------------ | ----------------- |
| Юникод       | Прописная | 1052             | 041C            | 002034             | 00000100 00011100 |
| Юникод       | Строчная  | 1084             | 043C            | 002074             | 00000100 00111100 |
| ISO 8859-5   | Прописная | 188              | BC              | 274                | 10111100          |
| ISO 8859-5   | Строчная  | 220              | DC              | 334                | 11011100          |
| КОИ-8        | Прописная | 237              | ED              | 355                | 11101101          |
| КОИ-8        | Строчная  | 205              | CD              | 315                | 11001101          |
| Windows-1251 | Прописная | 204              | CC              | 314                | 11001100          |
| Windows-1251 | Строчная  | 236              | EC              | 354                | 11101100          |

В HTML прописную букву М можно записать как &#1052; или &#x41C;, а строчную м — как &#1084; или &#x43C;.